# Pituriaspida
Os Pituriaspida são uma subclasse extinta de peixes agnatas couraçados que viveram no período Devoniano médio, em sistemas deltaicos da Austrália.
Até ao momento, foram descritas apenas duas espécies, Pituriaspis doylei e Neeyambaspis enigmatica, a primeira com um escudo cefálico terminado por um grande rostro, enquanto que a segunda tinha um escudo e rostro menos alongados.
O nome deste grupo (e de um dos gêneros) remete ao de uma droga tradicional dos aborígenes australianos, chamada pituri, porque supostamente, o cientista que descreveu estes peixes, Gavin Young, teria pensado que estava alucinado (Long, pág. 59).